# Ставяни (Великопольське воєводство)
Ставяни (пол. Stawiany, нім. Stutenwald) — село в Польщі, у гміні Скоки Вонґровецького повіту Великопольського воєводства.
У 1975—1998 роках село належало до Познанського воєводства.